# فرودگاه کونگسامبا
 فرودگاه کونگسامبا (به انگلیسی: Nkongsamba Airport) یک فرودگاه همگانی با کد یاتا NKS است . این فرودگاه در کشور کامرون قرار دارد و در ارتفاع ۸۰۵ متری از سطح دریا واقع شده است.